# Casa Real de Portugal
La Casa Real de Portugal es la denominación de la institución que engloba al conjunto de la familia del rey de Portugal (familia real) que estuvo vigente hasta la proclamación de la república.

## Historia

Bandera de la Casa Real de Portugal

La historia del Reino de Portugal se remonta al año 1139, cuando el entonces conde Portugal Alfonso de Borgoña, hijo de Enrique de Borgoña y  Teresa Alfonso de León, primera condesa de Portugal e hija ilegítima del rey Alfonso VI de León, independizó el condado del reino leonés, que en ese entonces estaba bajo el reinado de su primo, el rey Alfonso VII. Alfonso Borgoña fue aclamado "rey" por sus tropas después del proceso conocido como Nacimiento del Reino de Portugal, de esta forma Alfonso se convirtió en el primer rey de Portugal y la casa de Borgoña se convirtió en la primera dinastía en gobernar el nuevo reino, Alfonso se convirtió en el padre de una monarquía en la que sus descendientes reinaron por 800 años hasta la proclamación de la república en 1910 cuando el rey Manuel II tuvo que marcharse al exilio.

## Dinastías
Borgoña
La primera dinastía reinante en Portugal fue la casa de Borgoña que estuvo en el trono por más tiempo, sus miembros reinaron por 244 años desde Alfonso I hasta la reina Beatriz, que se había casado con Juan I, rey de Castilla, por lo que de heredar la Corona portuguesa, el rey castellano se convertiría en monarca de Portugal, lo que supondría la sumisión de Portugal a Castilla y la pérdida de la independencia. 
Avís
Tras una guerra de dos años liderada por Juan, gran maestre de la Orden de Avís, hijo bastardo de Pedro I de Portugal con Teresa Gille Lourenço, el 6 de abril de 1385 las cortes portuguesas reunidas en Coímbra,  procedieron a elegir y proclamar a Juan como rey de Portugal. Con la proclamación de Juan I de Portugal reinó una nueva dinastía en Portugal, la casa de Avís estuvo en el trono por casi 195 años hasta la muerte del rey Enrique I de Portugal "El Cardenal" en 1580, es la segunda dinastía que reinó por más tiempo sobre Portugal.
Casa de Austria
Braganza
Oficialmente Sereníssima Casa de Bragança, en portugués. Reinó de 1640 a 1853, y en Brasil hasta 1889.